# هنري كامن
هنري كامن (بالإنجليزية: Henry Kamen) هو مختص في الدراسات الهسبانية ‏ ومؤرخ بريطاني، ولد في 4 أكتوبر 1936 في يانغون في ميانمار.